# La Vie Ouvrière

Logo La Nouvelle Vie Ouvrière

La Vie Ouvrière (Das Arbeiterleben, VO) ist ein französisches Nachrichtenmagazin, das sich mit der Arbeitswelt befasst und 1909 von dem Gewerkschafter Pierre Monatte gegründet wurde. Sie wird von der zur CGT gehörenden Nouvelle Société Anonyme – la Vie Ouvrière (NSA-VO) herausgegeben.
Die VO ist seit ihrer Gründung unter dem Namen La Vie Ouvrière mit der Gewerkschaft Confédération générale du travail (CGT) verbunden. Die Publikation hat im Laufe ihrer Geschichte verschiedene Formate und Erscheinungsrhythmen durchlaufen. Sie wurde auch unter verschiedenen Namen herausgegeben: La Vie Ouvrière, l’Hebdo, la NVO (Nouvelle Vie Ouvrière). Bis Dezember 2021 erschien sie monatlich, ab 2022 vierteljährlich, wobei sie ihren ursprünglichen Namen La Vie Ouvrière beibehielt. Sie ist nicht zu verwechseln mit der 2008 von der CGT gegründeten Monatszeitschrift Ensemble, die monatlich an Gewerkschaftsmitglieder verschickt wird. Die Website nvo.fr wird teilweise kostenlos oder vollständig im Abonnement angeboten.

## Geschichte

### 1909 bis 1945

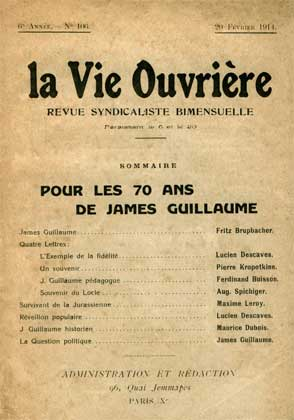
La Vie Ouvrière, 20. Februar 1914

La Vie Ouvrière erschien zum ersten Mal am 5. Oktober 1909 auf Initiative einer Gruppe revolutionärer Gewerkschafter unter der Führung von Pierre Monatte. Die CGT hatte am 1. Mai 1906 ihre Stärke demonstriert und ihre Unabhängigkeit durch die Annahme der Charta von Amiens bekräftigt, sah sich jedoch mit Repressionen seitens der Regierung konfrontiert, die insbesondere von Georges Clemenceau angeführt wurden. Das Ziel der Gründer von La Vie Ouvrière war es, den Gewerkschaftsaktivisten Denkanstöße für ihre Kämpfe zu geben. Die Zeitschrift wurde damals von Aktivisten der CGT verfasst, war aber von der Organisation unabhängig.
Während des Ersten Weltkriegs, als die CGT an der Union sacrée teilnahm, stellte La Vie Ouvrière ihr Erscheinen ein, aber ihre Mitglieder beteiligten sich an der Opposition gegen den Krieg. Ab dem 30. April 1919 erschien sie erneut, diesmal als Wochenzeitung, immer noch unter der Leitung von Pierre Monatte.
Nach der Spaltung der CGT 1921 wurde La Vie Ouvrière zur offiziellen Zeitung der revolutionären Syndikalisten, die die Mehrheit des neuen Gewerkschaftsbundes CGTU bildeten. Monatte verließ 1922 die VO, die in der Folgezeit allmählich zum Sprachrohr der von Moskau vorgegebenen Richtung wurde – gegen die er sich in seiner Zeitschrift La Révolution prolétarienne wandte. Bernadette Cattanéo wurde im April 1925 Redakteurin der VO.
1935 wurde die Zeitung zum offiziellen Organ der CGTU und wurde wöchentlich herausgegeben. Am 6. März 1936 vereinigten sich CGT und CGTU wieder und La Vie Ouvrière erschien weiterhin als Gewerkschaftswochenzeitung.

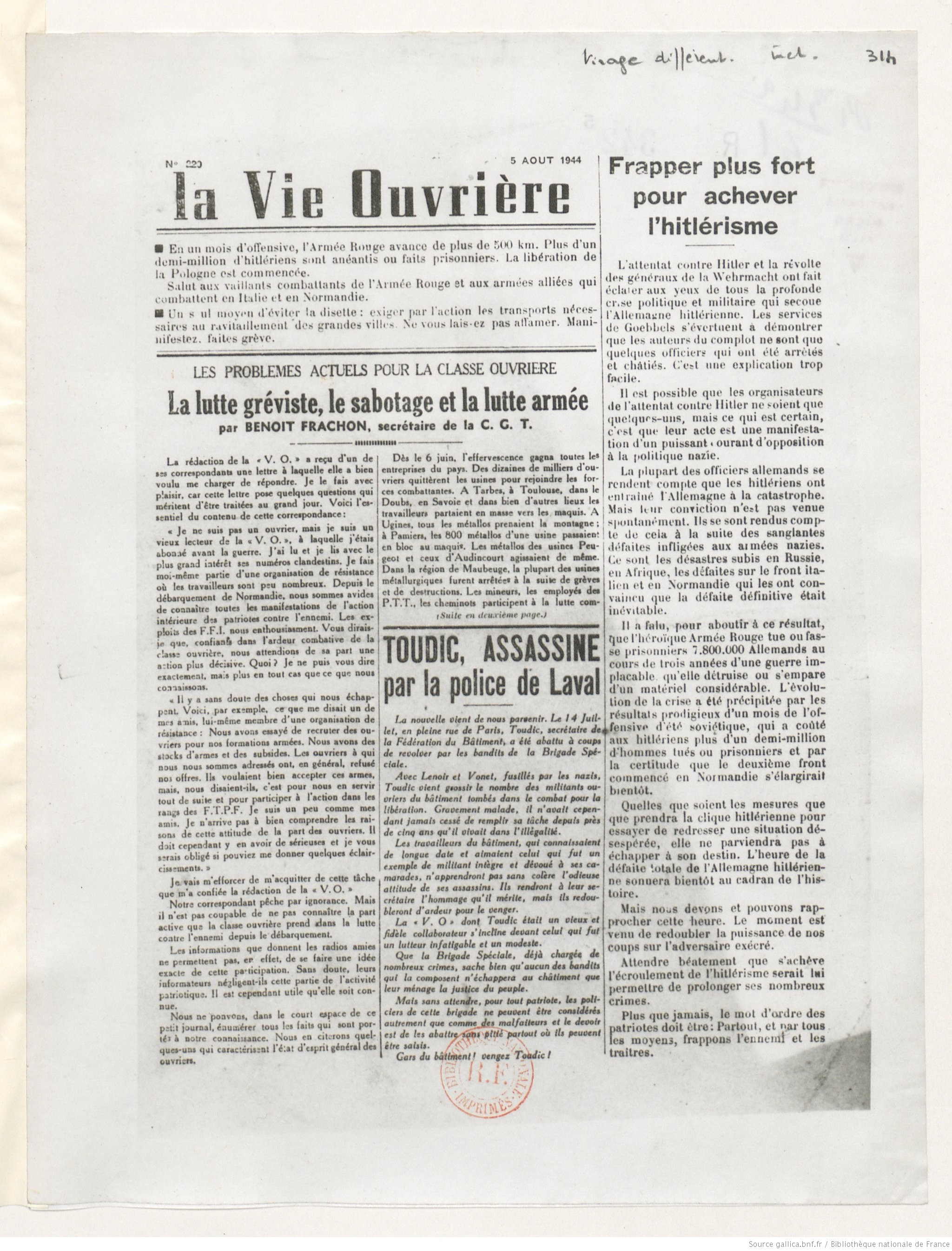
La Vie Ouvrière, 5. August 1944

Am 21. September 1939 wurde die Nummer 1052 von La Vie Ouvrière veröffentlicht. Die bereits zensierte Ausgabe war die letzte genehmigte Ausgabe vor dem Verbot der Zeitung während des Zweiten Weltkriegs. Unter der Leitung von Benoît Frachon setzte La Vie Ouvrière seine Veröffentlichungen jedoch während des gesamten Krieges im Untergrund fort: 223 Ausgaben wurden während dieser Zeit veröffentlicht. Erst nach der Befreiung am 8. September 1944 erschien die Zeitung wieder legal.

### Nach 1945
1946 erschien La Vie Ouvrière mit einer Auflage von 475.000 Exemplaren und war damit die größte Wochenzeitung in Frankreich. Ab 1952 war sie auf Beschluss des CGT-Konföderationsbüros die offizielle Zeitung des Gewerkschaftsbundes. 1962 erreichte sie anlässlich der Wahlen zur Sozialversicherung eine Auflage von 620.000 Exemplaren, 1972 erreichte sie mit der Sonderausgabe zum Gemeinsamen Programm eine Auflage von 900.000 Exemplaren. Bis in die 1980er Jahre blieb die VO eine der wichtigsten Periodika des Landes.
Während des Mai 1968 war La Vie Ouvrière die einzige Zeitung, die während der gesamten Bewegung weiter erschien. Sie wurde damals von streikenden Arbeitern der Druckerei Crété in Corbeil auf freiwilliger Basis gedruckt.
Ab den 1990er Jahren änderte die Zeitung mehrmals ihr Format: 1993 wurde sie zu L’Hebdo de l’actualité sociale und 2011 zu La Nouvelle Vie Ouvrière. Die immer kleiner werdende Auflage wurde 2009 auf zweimonatlich, dann auf monatlich umgestellt, seit 2022 erscheint sie vierteljährlich.

## Mitarbeiter
An der Vie Ouvrière arbeiteten namhafte Personen mit, sowohl im Bereich der Texte als auch bei den immer wichtiger werdenden Illustrationen. Jules Grandjouan arbeitete bis 1929 für Vie Ouvrière und erhielt die Titelseite für ganzseitige Illustrationen, die oft von seinen eigenen messianischen Parolen begleitet wurden. Im April 1924 beispielsweise beschriftete er im Hinblick auf den Ersten Mai seine Zeichnung: Par la porte et par la fenêtre le prolétariat prendra le pouvoir (Durch die Tür und durch das Fenster wird das Proletariat die Macht ergreifen). Im April 1925 wiederholte er seine Aussage: „Durch das Tor der Einheit wird eine unwiderstehliche Arbeiterkraft hervorgehen.“
Auch der deutsche Künstler Max Lingner arbeitete für die VO. Weitere Mitarbeiter waren Boris Taslitzky, Jean-Pierre Chabrol, Robert Doisneau, Jean Effel, Philippe Honoré und Stéphane Charbonnier.

## Das Kopfteil der Zeitung auf der Titelseite
- Oktober 1909: La Vie ouvrière, revue bimensuelle
- November 1915: Lettre aux abonnés de la Vie ouvrière
- April 1919: La Vie ouvrière, tribune syndicaliste-révolutionnaire internationaliste
- Januar 1920: La Vie ouvrière avec le « logo » faucille et marteau.
- Januar 1935: La Vie ouvrière, organe officiel de la CGTU, avec deux logos : celui de l’ISR (Internationale syndicale rouge) , et celui des deux mains croisées de la CGT « Bien-être et liberté »
- 1936: La Vie ouvrière, hebdomadaire syndical
- 1944: La Vie ouvrière, paraît tous les jeudis
- 1950: La Vie ouvrière Ne combat que les ennemis de la CGT, défend les salariés et la démocratie
- 1952: La Vie ouvrière, journal officiel de la CGT
- 1959: La Vie ouvrière, l’hebdomadaire de la CGT15Assorti des initiales VO, il reste invariant jusqu’en 1993
- 1993: L’hebdo de l’actualité sociale, la Vie ouvrière-CGT.
- 2010–2017: NVO La Nouvelle Vie Ouvrière, le journal de la CGT.
- September 2017 bis Oktober 2021: « NVO La Nouvelle Vie Ouvrière, le magazine des militants de la CGT »
- 2022: La revue du travail et des luttes sociales.

## Direktoren
- 1909: Pierre Monatte
- 1921: Gaston Monmousseau[13]
- 1940: Benoît Frachon
- 1944: Gaston Monmousseau
- 1960: Henri Krasucki
- 1982: Louis Viannet[14]
- 1992: François Duteil[15]
- 1999: Alain Guinot
- 2010: Agnès Naton
- 2016: Éric Aubin
- 2017: David Dugué
- 2017: Simon Gévaudan
- 2019: Virginie Gensel-Imbrecht
- 2021: Jacques Eliez

Eine Liste der Chefredakteure findet sich in der französischen Sprachversion.